# Giełda Papierów Wartościowych w Duala
Douala Stock Exchange (w skrócie DSX) – giełda papierów wartościowych w Kamerunie; zlokalizowana w mieście Duala.
Giełda powstała w 2001.